# Saint-Maurice-en-Valgodemard
Saint-Maurice-en-Valgodemard – miejscowość i gmina we Francji, w regionie Prowansja-Alpy-Lazurowe Wybrzeże, w departamencie Alpy Wysokie.
Według danych na rok 1990 gminę zamieszkiwały 143 osoby, a gęstość zaludnienia wynosiła 4 osoby/km² (wśród 963 gmin regionu Prowansja-Alpy-W. Lazurowe Saint-Maurice-en-Valgodemard plasuje się na 656. miejscu pod względem liczby ludności, natomiast pod względem powierzchni na miejscu 265.).